# Візок транспортного засобу

## Ходова частина локомотива
Ходова частина у різних видів локомотивів виконується по-різному, залежно від виду силової установки. В даний час локомотиви, як правило, спираються на 2 (рідше на 3; електровози ЕП10, 20) візки, які забезпечують локомотиву максимальну плавність ходу і вписування в криві. Візки можуть бути двовісними або тривісними. Тривісні візки робляться для потужних локомотивів з великою силою тяги. У разі необхідності подальшого збільшення потужності локомотив роблять багатосекційним, з'єднуючи локомотивні секції між собою. Кожна така секція може бути як самохідною (тобто з можливістю використання як окремого локомотива), так і розрахованою тільки на використання спільно з іншими секціями (наприклад у разі розміщення недублюючого обладнання в різних секціях).

### Візки електровоза
Візок електровоза складається з рами, колісних пар з буксами, ресорного підвішування і гальмівного обладнання. До візків кріплять тягові електродвигуни. Рама кузова спирається на візки через спеціальні опорні пристрої.
- Рама візка складається з двох поздовжніх балок — боковин і поперечних балок, які їх з'єднують.
- Колісні пари сприймають вагу електровоза, на них передається крутний момент тягових електродвигунів.

На сучасних електровозах застосовують, як правило, індивідуальний привод. При цьому розрізняють два види підвіски тягових електродвигунів — опорно-осьову і рамну.

### Візки тепловоза
У більшості тепловозів головна рама кузова спирається на два тривісні візки через вісім бічних опор. Візки мають раму, опори, букси, колісні пари, ресорне підвішування і гальмівне обладнання.

Візки вагонів: а) — типу ЦНИИ-Х3-0 вантажного вагона: 1 — колісна пара; 2 — боковина; 3 — ресорний комплект; 4 — клиновий гасник коливань; 5 — букса;
б) — типу КВЗ-ЦНИИ пасажирського вагона: 1 — гальмівна колодка; 2 — буксове ресорне підвішування; 3 — ковзун; 4 — підп'ятник; 5 — рама; 6 — букса; 7 — центральне ресорне підвішування; 8 — гасник коливань.

### Колісні пари
Колісна пара, що складається з осі і двох напресованих на ній під тиском коліс діаметром 950 … 1250 мм, сприймає всі навантаження, що передаються від вагона на рейки в процесі руху рухомого складу.

### Букси
Букси служать для передачі тиску від вагона на шийки осей колісних пар, а також обмеження поздовжнього і поперечного переміщень колісної пари.

### Ресори
Для пом'якшення ударів і зменшення амплітуди коливань вагону при проходженні по нерівностях шляху між рамою вагона і колісною парою розміщують систему пружних елементів і гасителів коливань (ресорне підвішування). Як пружні елементи застосовують гвинтові пружини, листові ресори, резинометалеві елементи та пневматичні ресори (гумокордові оболонки, заповнені повітрям).

### Гасителі коливань
Гасителі коливань призначені для створення сил, що усувають або, хоча б зменшують амплітуди коливань вагона або його частин. На залізницях України найбільш широке розповсюдження отримали гідравлічні й фрикційні гасителі коливань. Принцип дії гідравлічних гасителів полягає в послідовному переміщенні в'язкої рідини під дією розтягуючих або стискаючих сил за допомогою поршневої системи з однієї порожнини циліндра в іншу.
У фрикційних гасителів коливань сили тертя виникають при вертикальному і горизонтальному переміщеннях клинів гасителя, які труться об фрикційні планки, закріплених на колонках боковин візків.

### Візки вагона
Візками називаються пристрої, які забезпечують безпечний рух вагона по рейковому шляху, з мінімальним опором і необхідною плавністю ходу.
Візки складають основу вагонних ходових частин і є одним з найважливіших вузлів вантажних і пасажирських вагонів, що забезпечують взаємодію рухомого складу з верхньою будовою колії залізничного полотна. У візках об'єднуються рамою колісні пари з буксами, система ресорного підвішування і частини гальмівної важільної передачі. Завдяки можливості розміщення у візках декількох послідовно розташованих ступенів (ярусів) ресор в поєднанні з різного роду гасителями коливань і пристроями, що забезпечують стійкість положення кузова, створюються умови для досягнення гарної плавності ходу вагона. Конструкція з'єднання візків з кузовом дозволяє без значних зусиль при необхідності викотити їх. Це полегшує огляд і ремонт ходової частини вагона. Візки можуть вільно повертатися відносно кузова вагона завдяки наявності п'ятників на рамі кузова і підп'ятника на візку.
За кількістю осей візки бувають двох, трьох, чотирьох і багатовісні. В даний час найбільш поширені двовісні візки.
На візках пасажирських вагонів встановлюються гідравлічні гасителі коливань спільно з пружинними ресорами. Для пом'якшення бічних поштовхів при вході в криві, візки обладнують повертаючими пристроями (люльками). Візки пасажирських вагонів мають подвійне ресорне підвішування, це забезпечує кращу плавність ходу (див. нижній малюнок).
У візках вантажних вагонів  використовуються фрикційні гасителі коливань, вони не мають люлечного пристрою і мають, як правило, однорівневе ресорне підвішування (див. верхній малюнок). Восьмивісні піввагони і цистерни встановлюються на чотиривісні візки, основою яких є ті ж двовісні, але пов'язані між собою штампозварною сполучною балкою.
Візки більшості ізотермічних вагонів відрізняються від інших вантажних візків подвійним ресорним підвішуванням — центральне підвішування на листових замкнутих ресорах, буксове підвішування на пружинах.

### Візки швидкісного поїзда
В поїздах TGV один колісний візок на два суміжні вагони. Така конструкція необхідна для того, щоб у разі сходу поїзда з рейок він не перекинувся і для запобігання ефекту телескопічності (вагони входять один в одного при лобовому зіткненні поїзда з перешкодою, завдаючи серйозні пошкодження пасажирам). Власний візок мають тільки головні (власне головний і хвостовий) вагони.

## Ходова частина автомобіля
Ходова частина складається з:
- рами
- Балок мостів
- Передньої і задньої підвіски коліс
- Коліс (дисків і шин)

Ходова частина автомобіля призначена для переміщення автомобіля по дорозі, причому з певним рівнем комфорту, без трясіння і вібрацій. Механізми й деталі ходової частини пов'язують колеса з кузовом, гасять його коливання, сприймають і передають сили, що діють на автомобіль.
Перебуваючи в салоні легкового автомобіля водій та пасажири відчувають повільні коливання з великими амплітудами, і швидкі коливання з малими амплітудами. Від швидких коливань захищає м'яка оббивка сидінь, гумові опори двигуна, коробки передач і так далі. Захистом від повільних коливань служать пружні елементи підвіски, колеса і шини.
Входить до складу шасі.

## Візок шасі літака
Багатоколісне, зазвичай парне шасі складається з візків, у ряді випадків зі своїми гойдалками, амортизаторами, механізмами підкосу та іншими складними інженерними рішеннями.